# 吉永邦治
吉永 邦治（よしなが くにはる、1944年 - ）は、日本の画家、建築家。元大阪大谷大学教授。飛天の研究者。

## 来歴
鹿児島県川内市生まれ。桑沢デザイン研究所で学び、ドイツに遊学。西洋美術や建築などをロッテ・ロッシェリに学び、その後、高野山大学に入学し、山本智教に東洋美術や仏教美術などを学ぶ。高野山大学文学部仏教科卒業。絵画は山口長男に師事し、東洋各地の風土や人物を描き続ける。
一方、「気まぐれ美術館」（新潮社）の著者である洲之内徹と出会い、彼の主催する現代画廊にてインド・シルクロード・中国・日本各地を描いた作品の個展を開き、その度に多大なる影響を受けた。過去には国画会などに出品したが、現在は国内外各地での個展に重点をおいて発表し続けている。
2000年には鹿児島市立美術館より依頼を受け、20世紀回顧「鹿児島と洋画展」に出品した。2002年7月26日から9月1日までの約1か月間、建築家・安藤忠雄設計の岡山県成羽町美術館で“シルクロードの心を描く。吉永邦治展”が催された。また、同年10月1日から11月1日までは大谷女子大学博物館において「吉永邦治・仏の世界」が催された。
大学時代より飛天を求め、インドをはじめシルクロード各地、チベット、中国、東南アジアを旅し、数え切れない程の飛天を描くとともに研究を深め、多数の著作本が出版されている。また、シルクロードの旅や飛天についての公演が各地で催される機会も多く、2002年1月1日は、日本経済新聞の文化欄に“初春、飛天と空へ”というタイトルで掲載された。「桑沢地域賞受賞」。大阪大谷大学教授。2011年3月同校退官。

## 画歴

### 海外個展
- ベルギー・ヘリコン画廊
- ブリュッセル・ローレライ画廊（日本大使館後援）

### 国内個展
- 東京：伊勢丹新宿店、現代画廊、録蔭小舎
- 名古屋：安藤七宝店
- 大阪：阪急百貨店大阪うめだ本店、高宮画廊、ギャラリー芦屋
- 神戸：花岡画廊
- 兵庫：ヤマトヤシキ
- 広島：福屋
- 福岡：天神大丸
- 鹿児島：山形屋
- その他各地

### 吉永アートに触れる館
- 吉野デッサン館（鹿児島市）
- 南溟館（枕崎市）
- 川内一律歴史資料館（川内市）
- 玉龍山福昌禅寺（川内市）
- 由布院空想の森美術館（大分）
- 京都府立医科大学（京都）
- 明王山宝積寺（横浜市）
- 大菩薩禅堂金剛寺（ニューヨーク）
- その他　全国各地個人コレクション等

## 著書
- 「飛天」（序文：金倉圓照博士）源流社刊
- 「白と赤の十字路」（図書館協会選定）京都書院刊 ISBN 978-4763640079
- 「東洋の造形」（図書館協会選定）（序文：宮坂宥勝博士）理工学社刊　ISBN 978-4844580041
- 「吉永邦治素描作品集」京都書院刊
  - 第1巻「大阪素描作品集」（序文：洲之内徹）ISBN 978-4763610560
  - 第2巻「シルクロード素描作品集」（序文：大勝恵一郎） ISBN 978-4763610874
  - 第3巻「インド素描作品集」（推薦文：梅原猛、序文：木村重信） ISBN 978-4763611079
- 「吉永邦治の世界」（序文：嶋野榮道）アトリエ・アプラサス編
- 「飛天の道」小学館刊 ISBN 978-4096060209
- 「風貌 釈迦十大弟子」（ 向陽書房） ISBN 978-4906108541
- 共著：「日本文化のかたち百科」（丸善(株)出版事業部） ISBN 978-4-621-08039-9
- 形の文化会＝編　形の文化誌[3]　生命の形・身体の形　ISBN 978-4-87502-260-2
- 形の文化会＝編　形の文化誌[6]　花と華　ISBN 978-4-87502-308-1

## 出演
- NHK「シルクロード・ロマンの旅」飛天の道・インドから日本へ